# Инволюция (биология)
Инволю́ция (от лат. involutio — свёртывание) — редукция или утрата в процессе эволюции отдельных органов, упрощение их организации и функций, обратное развитие органов, например, инволюция матки после родов, атрофия органов в ходе естественного старения; иногда используется в качестве синонима инвагинации, например, при перемещении клеток с поверхности зародыша внутрь.